# آموزش درباره نسل‌کشی
آموزش درباره نسل‌کشی به تعلیم در مورد الگوها و رویه‌های پدیده نسل‌کشی و/یا درباره علل، ماهیت و تأثیر نمونه‌های مشخصی از نسل‌کشی اشاره دارد.